# استخراج (فنون نظامی)

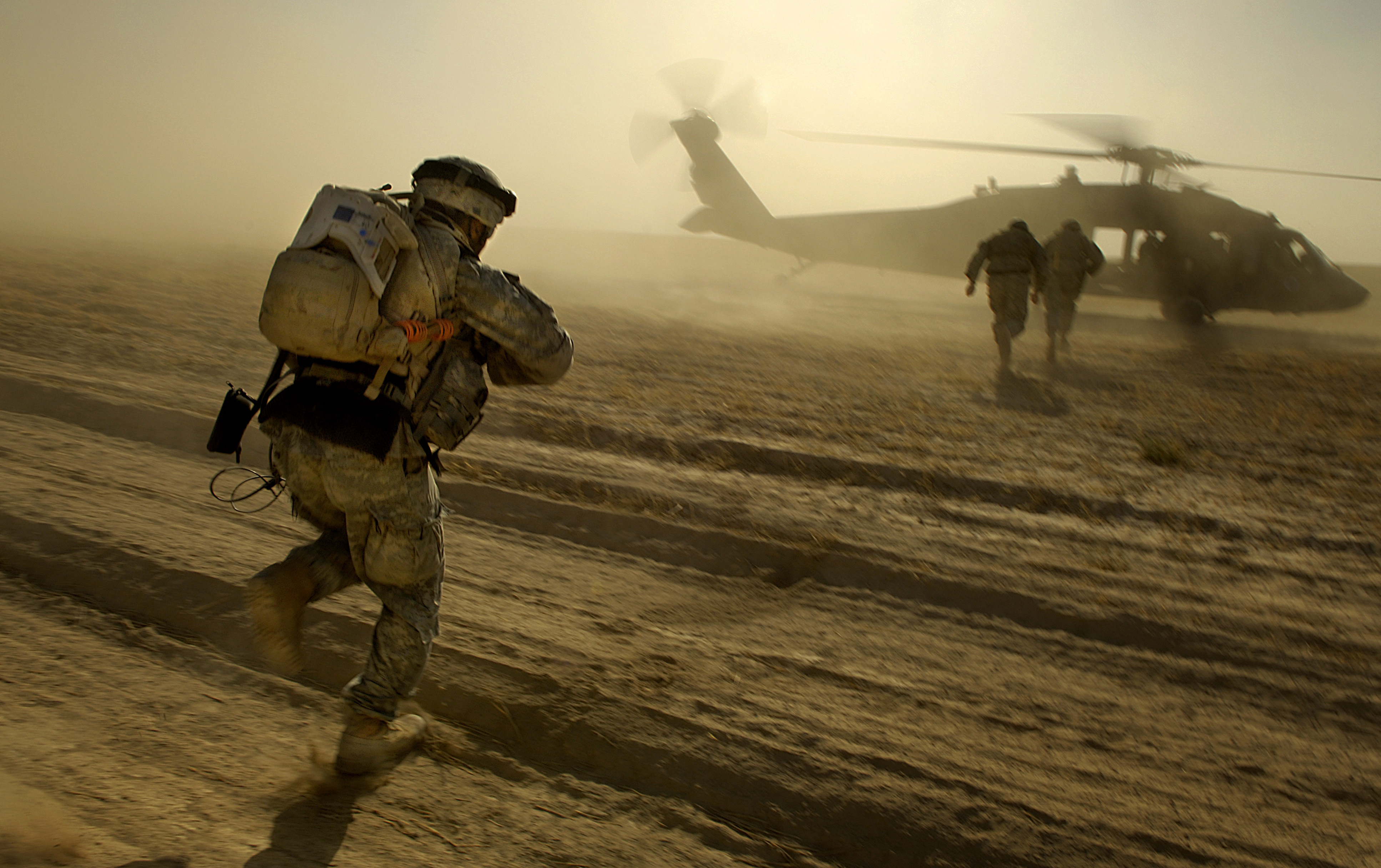
یک سیکورسکی یواچ-۶۰ بلک هاوک که اقدام به استخراج نیروهای ارتش ایالات متحده در عراق می کند

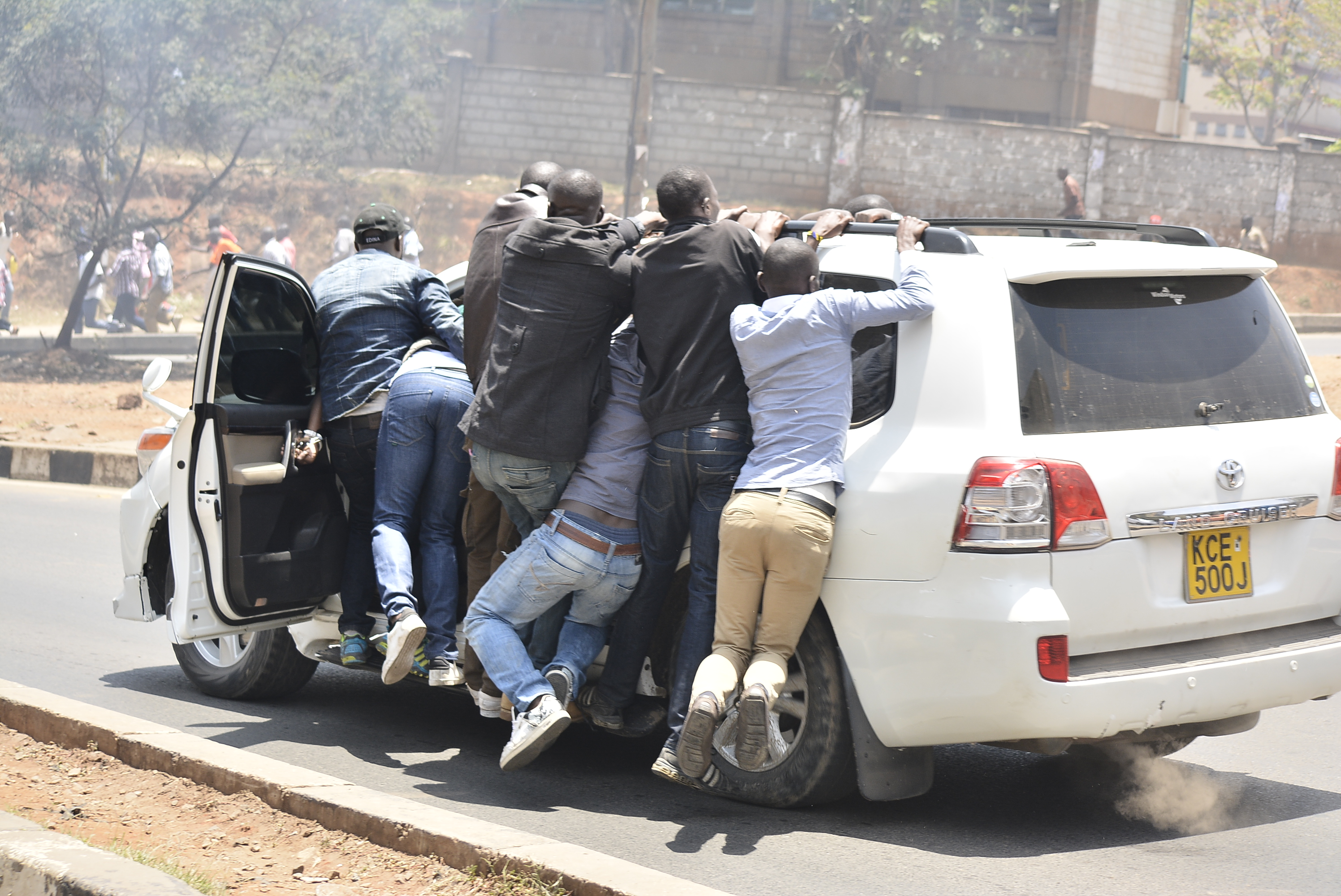
استخراج یک عضو پارلمان در هنگام شورش در نایروبی (۲۰۱۷).

استخراج (همچنین خروج و یا اکس‌فیل) در تاکتیک های نظامی به روند بیرون کشیدن پرسنل در زمان ضروری گفته می‌شود که آنها را بلافاصله از یک محیط خصمانه و به یک منطقه تحت اشغال یا کنترل پرسنل دوستانه منتقل می‌شوند. 
دو نوع استخراج وجود دارد: 
- دوستانه: موضوع حاضر است و انتظار می رود با پرسنل اجرای این عملیات همکاری کند.
- خصمانه : موضوع مورد نظر تمایلی ندارد و با اجبار با زور و احتمال یا احتمال درگیری پرسنل دشمن در هر منطقه چه در منطقه و یا در اطراف آن استخراج می شود.